# 凸锥

凸锥（浅蓝色）。 在其内部，浅红色凸锥由所有点 αx + βy 组成，对于所描绘的 x 和 y，其中 α、β > 0。 右上角的曲线象征着该区域的范围是无限的

在线性代数中，锥体——有时称为线性锥体（英语：linear cone），以区别于其他类型的锥体——是向量空间的子集，在正标量乘法下是封闭的。也就是说C 是圆锥体，如果{\displaystyle x\in C}证明对于每一个正标量s均有{\displaystyle sx\in C}。
当标量是实数或属于有序域时，通常将锥体称为向量空间的子集，该子集在与正标量相乘时闭合。 在这种情况下，凸锥体（英语：convex cone）是在加法下闭合的锥体，或者等效地，在具有正系数的线性组合下闭合的向量空间的子集。 由此可见，凸锥是凸集。